# Старобільський жіночий монастир
Старобільський жіночий монастир «Всіх скорбящих Радостє» — пам'ятка архітектури другої половини 19 сторіччя. Відноситься до Сєвєродонецької і Старобільської єпархії Української православної церкви (Московського патріархату).

## Історія

### Створення монастиря
Історія виникнення Старобільського жіночого монастиря пов'язана з ім'ям штабскапітана Булича та його дружини Ганни Іванівни. Виконуючи заповіт чоловіка, Ганна Іванівна, будує в рідному місті Старобільську притулок для сиріт та вдів. У 1845 році вона продала все своє рухоме і частину нерухомого майна, і на отримані гроші в 1849 році придбала в губернського секретаря Михайла Рудича на південній околиці міста садибу із землею близько трьох десятин. У тому ж році в цій садибі Ганна Іванівна відкриває богодільню, яка згодом стає притулком для дівчаток-сиріт духовного звання. 12 жовтня 1851, отримавши дозвіл від Харківського єпископа Філарета, Ганна Булич облаштувала в одній великій кімнаті притулку молитовне приміщення, яке згодом було перебудовано в дерев'яну домову церкву із престолом на честь ікони Пресвятої Богородиці, іменованої «Всіх скорбящих радостє».
Притулок мав двох священиків і диякона. У ньому вже виховували понад сорок сиріт. Дівчатка навчалися письму, читанню, арифметиці і закону Божому, рукоділлю і шиттю. Подальшому розвиткові притулку перешкоджала обмеженість матеріальних коштів. Г. І. Булич звернулася до Харківської єпархії з проханням про перетворення притулку в жіночу громаду. У липні 1862 синод ухвалив рішення про заснування в Старобільську жіночої громади в ім'я ікони Божої Матері «Всіх скорбящих радостє», який 4 серпня того ж року було затверджено імператором Олександром І. 17 серпня 1863 року Г. І. Булич Харківським архієпископом Макарієм було пострижено в рясофор, надавши їй ім'я — Ангеліна. Притулок довелося закрити: усіх дівчаток-вихованок було повернуто до родин, більшість дорослих дівиць було видано заміж з пристойним приданим від матінки Ангеліни.
Спочатку в громаді було сорок сестер та діяла дерев'яна домова церква, що занепала і була затісною для такої кількості послушниць.

### Храм Святої животворної Трійці
Матушка Ангеліна вважала першорядним обов'язком побудувати для жіночої громади величний храм. З таким проханням вона звернулася до керівництва Харківської єпархії. Дозвіл на будівництво і проект було отримано. Матушка Ангеліна відразу ж зайнялася заготівлею будматеріалів для кам'яної церкви з келіями на місці. 17 серпня 1863 архієпископ Макарій освятив місце для нового храму. Будівництво йшло важко. Тим не менш, в серпні 1870 храм було освячено настоятелем Святогірської Успенської пустині архімандритом Германом в ім'я Живоначальної Трійці.
Кам'яна опалювальна церква була влаштована з великим художнім смаком. Перш за все, чудовий різьблений іконостас складали ікони, написані на дереві по зеленому полю з позолотою. У вівтарі — два дерев'яних позолочених жертовника, а на гірському місці — ікона «Цар у славі» академічної роботи, на якій Спасителя було зображено в оточенні двох ангелів, написаних у повний людський зріст. Цю ікону було подаровано Старобільським купцем Федором Йосиповичем Бойчевським, благодійником і покровителем громади. Довжина всієї церкви з вівтарем становила 40, а ширина — 15 аршин. З її боків було влаштовано 14 келій з коридором, від чого вся будівля мала хрестоподібний вигляд.
Зовнішній вигляд церкви був світлим і ошатним. Її купол, який було покрито білим залізом, вінчав позолочений хрест. Над вівтарем і біля входу до храму було влаштовано невеликі позолочені главки з хрестами. Окремо від храму було побудовано над святими вратами дзвіницю, висота якої з хрестом дорівнювала 24 аршинам. На ній розмістили п'ять дзвонів, найбільший з яких мав вагу 50 пудів. Уздовж великої проїзної вулиці було влаштовано кам'яну огорожу довжиною 116 сажень, з обох боків якої було побудовано дві вежі з флюгерами. У святих воріт було споруджено каплицю, прикрашену образами, позаду неї розмістили сторожку. Різниця громади недорога, але відрізнялась особливим смаком, до того часу складалася з найкращих риз.
Крім ікони Божої Матері «Всіх скорбящих радостє», написаної за замовленням матінки Ангеліни, у храмі над царськими вратами містилася ікона Казанської Божої Матері в позолоченій рамі, оточена сяйвом, з двома янголами з обох боків. Ще одна ікона Божої Матері «Всіх скорбящих радостє» було подаровано громаді санкт-петербурзьким митрополитом Ісидором 17 листопада 1867. Срібну складну позолочену лампаду, що висіла перед образом Спасителя, було передано московським митрополитом Філаретом.
Старобільський купець Федір Йосипович Бойчевський подарував громаді позолочений потир зі срібла, шитий із дорогої парчі напрестольний одяг та напрестольний благословенний хрест, срібне кадило, а також два дзвони великої ваги. Загальна вартість дарунка П. О. Бойчевського оцінювалася понад 4000 рублів сріблом. Старобільський купець А. П. Кожухов надав для общинної дзвіниці великий дзвін.

### Хутір Писарівка
У 1867 році матінка Ангеліна придбала в одного з колезьких секретарів хутір Писарівку за 6000 рублів. Для цього вона продала всі свої речі, але цього було замало. Тоді на прохання митрополита Ісидора на покупку хутора свої кошти надають почесний громадянин міста С.|Д. Воронін — 2500 рублів, генеральша Е. Д. Іловайська — 1000 рублів, дружина полковника А. В. Хвостова — 1000 рублів.
Хутір Писарівка був у 25-ти верстах від Старобільська і мав понад 183 десятин орної, сінокісної і вигінної землі. У ньому було розташовано дерев'яні будинок та кухня, крейдяна землянка з пекарнею і коморою, стайня і льодовик.
Зусиллями матінки Ангеліни на хуторі було зведено великі сараї для худоби та зберігання інвентарю, пасіка на 40 вуликів, вітряк і дві криниці. Саме тут послушниці тримали шість пар волів, шість корів, 40 овець і три пари коней. Потім було побудовано школу, церкву, кузню. У підсобному господарстві в Писарівці постійно працювали жінки з громади, а потім черниці: улітку 70—80 осіб, а взимку — до 30. Незабаром на хуторі з'явився чудовий фруктовий сад, в якому плодоносили не лише яблуні, груші, вишні та сливи, а й рідкісні сорти винограду, абрикосів і навіть персиків. У полі сіяли жито, пшеницю, ячмінь та овес. А поруч з садом було розташовано городництво.
У господарстві працювали лише жінки, навіть у кузні працювала відома в повіті своєю ковальською майстерністю сестра Межевицька.

### Соборний храм «Всіх скорбящих радостє»

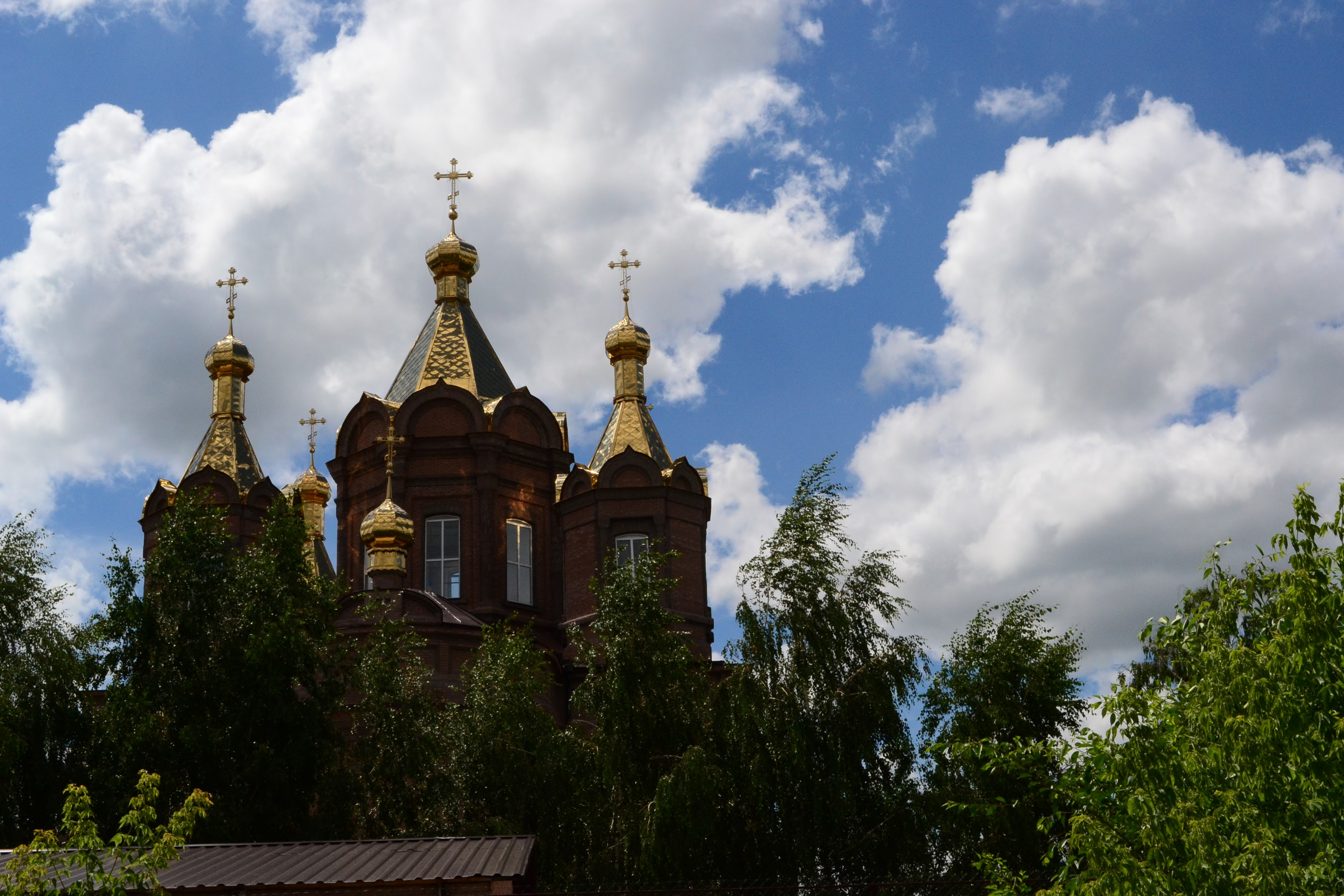

Церква Святої Животворящої Трійці деякий час цілком влаштовувала громаду. Вона була зручна тим, що опалювалася і до неї приєднувались келії. Але з часом у громаді з'явилося більше паломників. В монастир на молитву приїжджали не тільки зі Старобільського повіту, а й з інших повітів губернії і навіть з області Війська Донського. Було прийнято рішення побудувати на монастирському подвір'ї соборний храм ікони «Всіх скорбящих радостє». Проект вибрали той, за яким було збудованоУспенський собор Святогірського монастиря. Проект затвердили 30 січня 1864 року, а 10 лютого 1872 Високопреосвященний архієпископ Нектарій наклав резолюцію, яка дозволяла будівництво в Старобільському монастирі нового соборного храму з трьома престолами: головний — на честь ікони "«Всіх скорбящих радостє», правий боковий вівтар — в ім'я Архістратига Михаїла та інших сил безтілесних, лівий — в ім'я всіх святих.
30 серпня 1872 настоятель Святогірської Успенської пустині архімандрит Герман освятив місце під будівництво. У 1873 році стіни звели під вікна. Будівництво відновилося в 1894 р. Освячення Трипрестольний храму в ім'я ікони Божої Матері «Всіх скорботних радість» відбулося 12 вересня 1899 року.
У 1886 році кількість сестер в Старобільські жіночій громаді досягло 160 чоловік. І в 1886 році матушка Ангеліна була призначена першою ігуменеюСтаробільського жіночого монастиря.
У 1890 році в монастирі вже було 300 монахинь, не включаючи послушниць. Усім життям обителі під наглядом настоятельки відали чотири благочинні черниці. Змінився і сам монастир. Для прийому відвідувачів було зведено готель, який знаходився через дорогу від монастиря. Це була двоповерхова будівля, вкрита залізом. Проживання і харчування паломників було безкоштовним. Поруч звели стайню та інші господарські споруди.
Поруч з гостинним будинком була побудована церковно-приходська школа на чотири класні кімнати. У 1903 році у школі навчалося 65 дівчаток. Така ж школа була побудована на хуторі Писарівці. На території монастиря для черниць було зведено велику двоповерхову будівлю. На нижньому поверсі знаходилася кухня, трапезна і чотири келії, а на другому — 14 келій, рукодільня і комори.
Враховуючи місце, яке займав монастир в житті Старобільська, головна вулиця, яка перетинала все місто з півночі на південь, отримала назву Монастирська.
У 1903 році в Старобільський жіночий монастир було призначено ігуменею 66-річну Аполлінарія (в миру Анастасія Петрівна Палкіна), дочку козацького урядника. При ній Святоскорбященська обитель пережила пік свого розвитку і важкі часи занепаду і розпаду.
У 1919 році на користь держави була проведена реквізиція монастирської власності. Монастир позбавився землі, худоби, майна та бібліотеки. З храмів монастиря «на користь голодуючих Поволжя» були вилучені золоті та срібні вироби. Багато черниць були змушені залишити обитель, шукаючи притулок у рідних і знайомих в Старобільську чи селах повіту. Матушка Аполлінарія вела себе спокійно і впевнено, що вселяло черницям надію на те, що влада дасть спокій їхній обителі. 15 червня 1922 ігуменя Аполлінарія померла. Решта черниці, щоб зберегти монастир, організувала «колектив жіночої праці на користування монастирськими будівлями і хутором Писарівкою». Але в листопаді 1923 року Старобільський окружний виконком розірвав договір з «колективом жіночої праці», а 22 квітня 1929 комісія по відділенню церкви від держави і школи від церкви Донецького губвиконкому санкціонувала закриття монастиря.
Було ліквідовано і підсобне господарство в Писарівці, де проживало 43 черниці. Велика частина з них залишилася на хуторі і зайнялася індивідуальним сільським господарством, а решта розійшлися по навколишніх селах.
У монастирі ще жили 203 черниці. Після закриття монастиря майже половина з них пішла в Раздабаровський монастир, який розташовувався біля Сватового. Решта повернулися в рідні села або зняли квартири в Старобільську.
У квітні 1924 року обитель була остаточно зачинена. На її території відкрили дитяче містечко, куди перевели дітей з усіх сирітських притулків Старобільська. У Троїцькому храмі влаштували театр, а собор пристосували під художню виставку.
Пізніше на території монастиря розташовувався табір для польських військовополонених, під час Другої світової війни — для полонених червоноармійців. А вже після війни територію зайняла військова частина А-1537. За весь цей час монастир дуже постраждав: дзвіниця і куполи храмів були розібрані, знищено позолочений іконостас, засипані ставок та підземні ходи, кладовище перерито.

### Монастирське кладовище
Кладовище монастиря в Старобільську називали «райським місцем» і займало досить велику територію біля собору. За спогадами сучасників, воно було доглянуто, потопало у квітах. Тут ховали черниць, настоятельок, а також іменитих громадян міста, в числі яких — відомий лікар Приходько. На монастирському кладовищі знаходились родинні склепи Петра Бойчевського, Петра Марченка — благодійників обителі. На кладовищі були красиві надгробні пам'ятники, а над могилою ігумені Ангеліни було зведено чудову каплицю. Є свідчення, що в 1919 році, коли могили розривалися червоноармійцями в пошуках монастирських скарбів, мощі ігумені Ангеліни були знайдені нетлінні, а потім зариті в невідомому місці.
У радянський час кладовище було повністю зруйновано і пристосовано під стоянку для автомашин військової частини. А поховання біля вівтарної частини Троїцької церкви пізніше зруйнували при покладенні трубопроводу. При проведенні ремонтних робіт в середині 90-х років під стінами Троїцького храму було знайдено два склепи. Труни були теж пошкоджені. В одному зі склепів, у різниці, було поховано чотири чоловіки — чоловік середніх років, літня жінка, отроковиця (без черепа, труна оббита свинцем) і воєнний з кульовим пораненням голови(збереглись залишки мундиру, хрест в руках; труна — колись красивої, незвичайної форми. Можна зробити припущення, що це тіло штабс-капітана Булича). Другий склеп, розташований у вівтарної частини храму, мав мощі дуже старої жінки малого зросту з частковим одягом монашки.
Нині на монастирському кладовищі знаходиться могила монахині Фаїни(Ковальової, померлої в 1972 році) і княгині Ксенії Олександрівни Святополк-Мирської (померлої в 1945 році).

### Бібліотека
Відомо, що монастирі була зібрана чудова бібліотека з рідкісними книгами по теології, наукові, історичні видання зарубіжних і російських класиків.
Зберігалося в ній безліч книг духовного змісту, які читалися в недільні та святкові дні. Деякі з видань були подаровані монастирю. Наприклад, відомо, що «Патерик Печерський» в сап'яновій палітурці і з золотим обрізом, «Пролог на весь рік» були передані і власноручно підписані Високопреосвященнейшим Ісидором, митрополитом Новгородським і Санкт-Петербурзьким. З початку століття книжки зберігалися в притворі собору. Так, у звіті про стан монастирів 2-го округу Харківської єпархії за 1-ше півріччя 1914 зазначено: «Бібліотека знаходиться в соборному храмі з усіма актами і описами монастирського майна; археологічних цінностей немає…» Після закриття монастиря доля цих книг невідома. Деякі очевидці згадували, як ігуменя Аполлінарія роздавала перед закриттям монастиря все, що можна було вивезти або понести, в тому числі і книги (опис майна монастиря при його ліквідації також не було виявлено).

### Відродження обителі
У 1992 році за клопотанням віруючих монастир було повернуто Луганській та Старобільської єпархії. З цього часу і почалося відродження святої обителі. Були проведені перші богослужіння в невеличкій Преображенській межі, почалися реставраційні роботи. З часом відремонтували стіни, поли; розписали головний вхід. Стелю храму перекрили залізом і увінчали куполом. Праворуч храму з'явились келії з різницею, а ліворуч — проскурня, трапезна з кухнею, коморою.
З 1995 року по представленню архієпископа Луганського і Старобільського Іоанікія настоятельствує монастирем ігуменя Катерина (Беспалова).
Щоденно о 6 годині ранку в Троїцькому храмі проходить полуношниця і читання акафіста; в 7.30 — години Божественна літургія; в 16.00 — вечірнє Богослужіння; в 20.00 — мале повечір'я, вечірні молитви.
Особлива увага приділяється в монастирі церковним співам.

#### Участь в проекті «Дива Луганщини»
У 2010 році стартував проект «Дива Луганщини», який підтримувався Луганською обласною державною телерадіокомпанією і був присвячений Дню Луганської області (3 червня).
У відбірковому турі взяло участь 12 претендентів на перемогу, а за підсумками голосування в півфінал вийшли 6 номінантів. Переможець проекту «Дива Луганщини» визначався за допомогою голосування. Сюжети про претендентів, так само, як і у відбірковому турі виходили на телеканалі «ЛОТ».
Старобільський жіночий монастир був одним із претендентів на це почесне звання і в результаті багатогодинного телемарафону зайняв п'яте почесне місце, набравши 2 512 голосів.

#### Освячення соборного храму Свято-Скорбящего жіночого монастиря

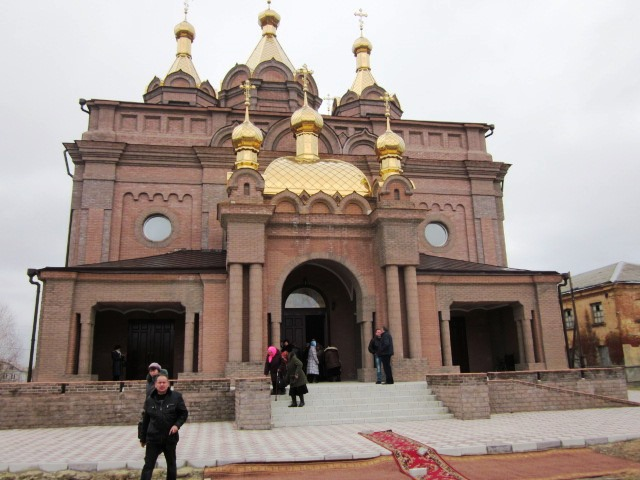

7 листопада 2015 відбулося Велике освячення соборного храму Свято-Скорбященського жіночого монастиря міста Старобільська на честь ікони Божої Матері «Всіх скорботних Радістє» та божественна літургія.